# 佐格羅阿米諾多
佐格羅阿米諾多（1882年8月16日1934年—12月17日），另译佐克罗阿米诺托，全名乌玛尔·赛义德·佐克罗阿米诺托（精确拼音：Umar Said Cokroaminoto），印度尼西亚民族主义者。他是伊斯蘭聯盟的前身“伊斯兰贸易联盟”的联合创始人之一。